# Avesnes-les-Aubert
Avesnes-les-Aubert ist eine französische Gemeinde mit 3584 Einwohnern (Stand: 1. Januar 2022) im Département Nord in der Region Hauts-de-France; sie gehört zum Arrondissement Cambrai und zum Kanton Caudry. Die Einwohner werden Auvesnois und Avesnoises genannt.

## Geographie
Avesnes-les-Aubert liegt etwa zehn Kilometer ostnordöstlich von Cambrai. Umgeben wird Avesnes-les-Aubert von den Nachbargemeinden Villers-en-Cauchies im Norden und Nordosten, Saint-Aubert im Osten, Saint-Hilaire-lez-Cambrai im Südosten, Boussières-en-Cambrésis im Süden, Carnières im Südwesten sowie Rieux-en-Cambrésis im Westen und Nordwesten.
Durch die Gemeinde führt die frühere Route nationale 342 (heutige Départementstraße 942).

## Bevölkerungsentwicklung
| Jahr      | 1962 | 1968 | 1975 | 1982 | 1990 | 1999 | 2006 | 2020 |
| Einwohner | 4462 | 4355 | 4256 | 4031 | 3848 | 3592 | 3706 | 3628 |

## Sehenswürdigkeiten

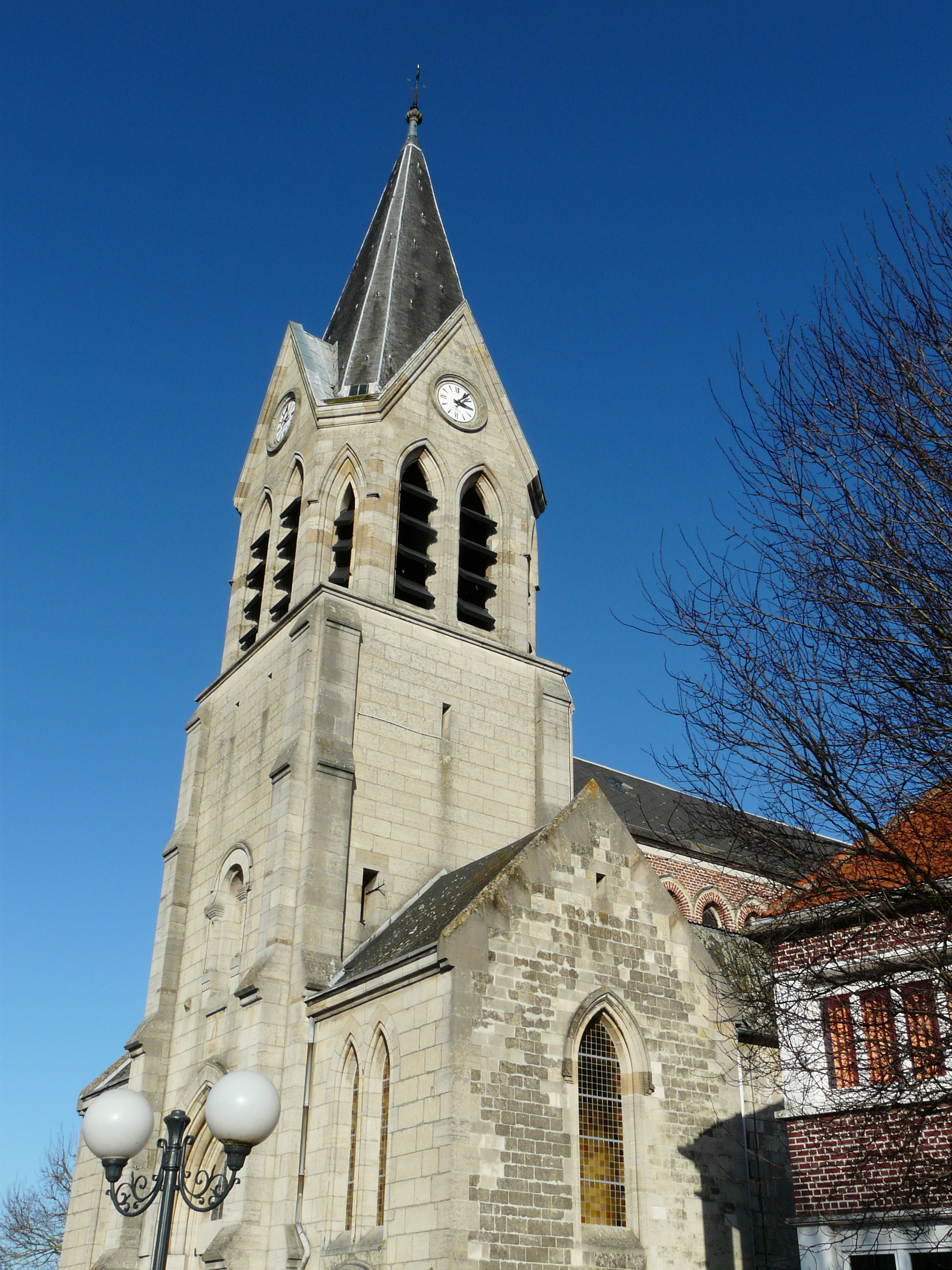
Kirche Saint-Rémy
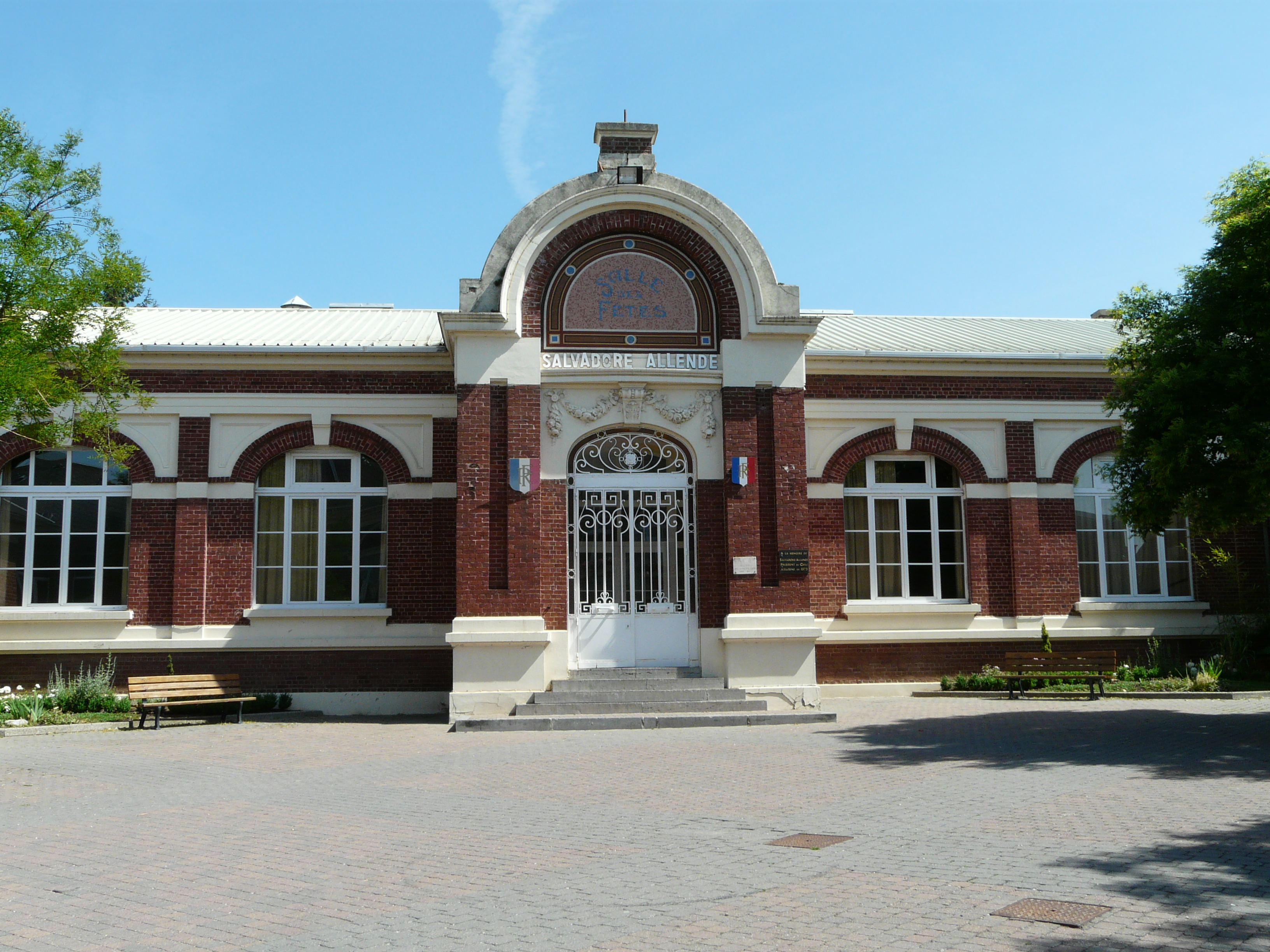
Gemeindefestsaal
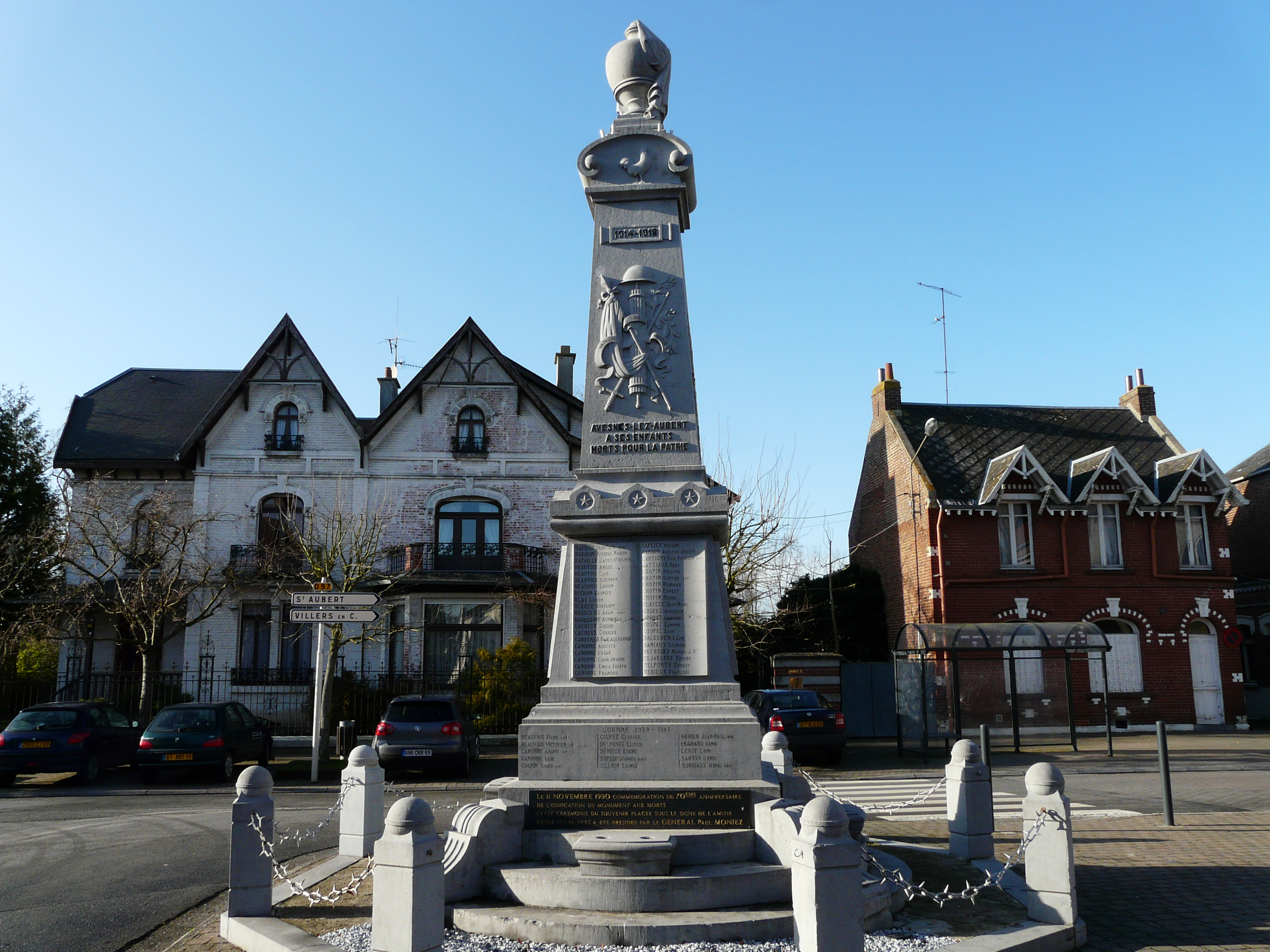
Gefallenendenkmal

- Kapelle Sainte-Philomène aus dem Jahr 1841
- Rathaus aus dem Jahr 1902
- Ehemalige Brauerei

- Kirche Saint-Rémy
- Gemeindefestsaal
- Gefallenendenkmal

## Persönlichkeiten
- André Gernez (1923–2014), französischer Onkologe, geboren in Avesnes-les-Aubert